# 20796 Philipmunoz
20796 Philipmunoz è un asteroide della fascia principale. Scoperto nel 2000, presenta un'orbita caratterizzata da un semiasse maggiore pari a 2,8944837 UA e da un'eccentricità di 0,0916515, inclinata di 2,28460° rispetto all'eclittica.